# István Friedrich

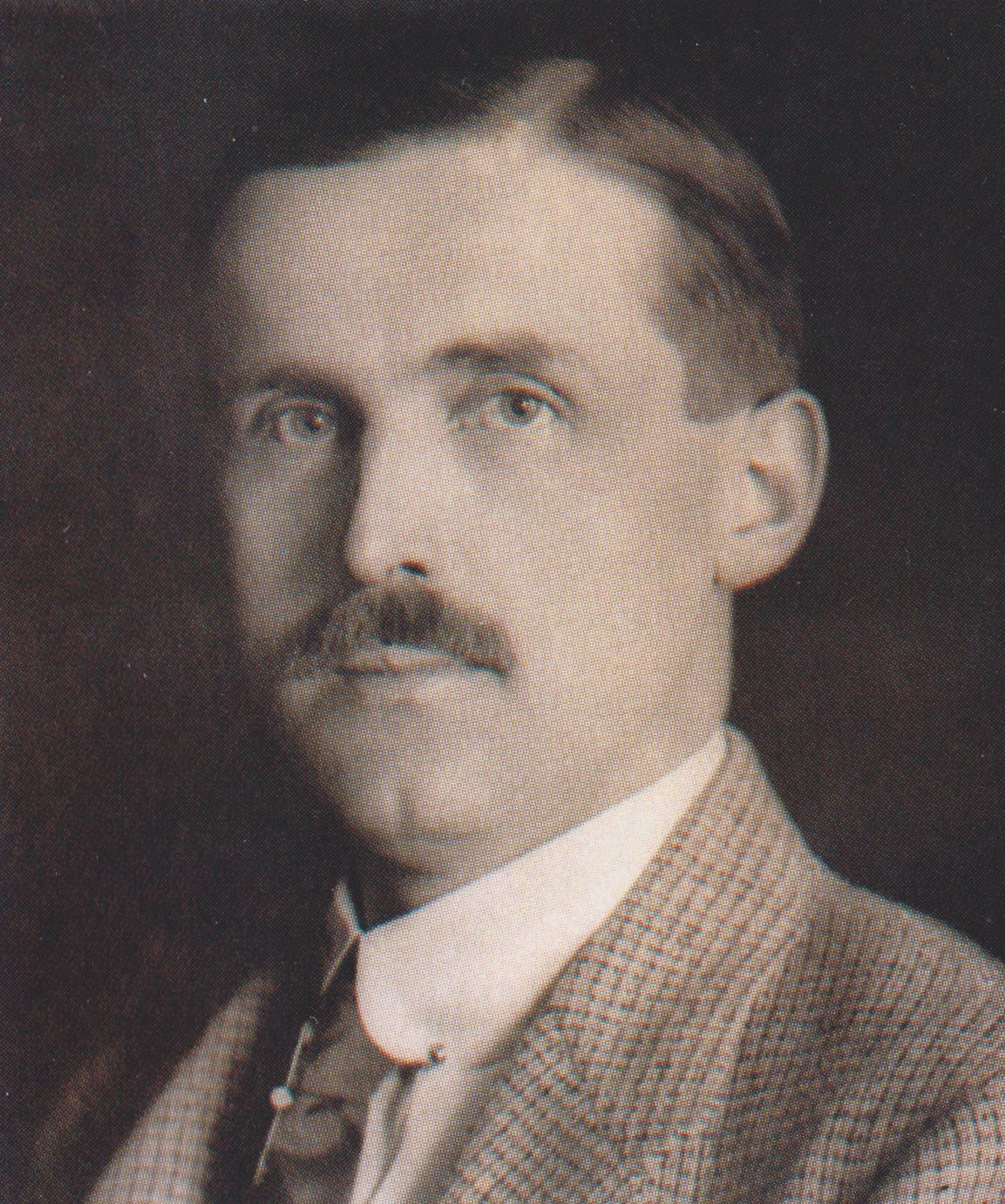
István Friedrich

István Friedrich (Malacky, 1 juli 1883 - Vác, 25 november 1951) was een Hongaars voetballer, politicus en fabriekseigenaar die van augustus tot november 1919 ongeveer drie maanden diende als eerste minister van Hongarije. Zijn ambtstermijn viel in een woelige periode van revoluties en interventies in Hongarije, na de Eerste Wereldoorlog en tijdens de Hongaars-Roemeense Oorlog. In die jaren volgde de ene regering de andere in recordtempo op. De Hongaarse Radenrepubliek was weliswaar al in augustus 1919 ten val gebracht, maar het was nog wachten tot maart 1920 tot Hongarije weer een vaste staatsvorm had: het Koninkrijk Hongarije. In de tussenperiode was Hongarije een republiek: de Hongaarse Republiek.
Friedrich werd op 7 augustus 1919 aangeduid als eerste minister van de Hongaarse Republiek, terwijl aartshertog Jozef August van Oostenrijk regent werd. Friedrich stond aan het hoofd van een regering die voornamelijk bestond uit leden van de voormalige regering-Károlyi, grotendeels conservatieve mannen van de Onafhankelijkheidspartij. Friedrich schafte bij zijn aantreden de instellingen van de Hongaarse Radenrepubliek af en liet weer privé-bezit toe in de industrie, handel en landbouw.
Op 23 augustus trad de aartshertog weer af als regent en hiermee verloor Friedrich een steunzuil van zijn regering en beschikte Hongarije niet meer over een staatshoofd. Op 24 november 1919 trad hij terug als premier en werd hij minister van Defensie, een portefeuille die eigenlijk weinig om het lijf had, aangezien de meeste Hongaarse troepen zich achter Miklós Horthy hadden geschaard. Horthy stond aan het hoofd van het Nationaal Leger, dat aan de kant stond van de contrarevolutionaire tegenregering van Szeged. De regering-Friedrich staat algemeen bekend als nog zwakker dan de voorgaande regering-Peidl.
In 1921 werd hij aangeklaagd voor de moord op István Tisza, maar werd vrijgesproken. In november dat jaar werd hij nogmaals gearresteerd omwille van zijn deelname aan de mislukte couppoging van Karel IV en nam nadien een marginale positie in in de Hongaarse politiek. In juli 1951 werd hij door de communistische regering van de Volksrepubliek Hongarije onder Mátyás Rákosi gearresteerd op verdenking van samenzwering tegen de regering. Hij werd veroordeeld tot 15 jaar gevangenschap, maar stierf nog datzelfde jaar.